# Basil van Rooyen
Basil van Rooyen (* 19. April 1939 in Johannesburg; † 14. September 2023 in New South Wales) war ein südafrikanischer Autorennfahrer.

## Karriere
Basil van Rooyen zeigte früh sein Talent, als er mit einem identischen Lotus Cortina Sir John Whitmore, der als Meister auf diesem Fahrzeug galt, bei einem Rennen in Südafrika schlug.
In den 1960er-Jahren war van Rooyen der Spitzenfahrer bei den Tourenwagenrennen in Südafrika und Rhodesien. Er bestritt seine Rennen auch mit Ford Mustangs und Alfa Romeos.
1968 und 1969 fuhr er außerdem Monoposto-Rennen. Beim Großen Preis von Südafrika pilotierte er den alten Cooper T79 von John Love. Van Rooyen musste mit einem überhitzten Climax-Motor vorzeitig aufgeben. Im Jahr darauf bestritt er seinen Heim-Grand-Prix mit dem McLaren M7A des Lawson-Teams. Nach einem beachtlichen neunten Rang im Training stoppte ihn ein Bremsdefekt.
1973, nach weiteren Jahren im Tourenwagensport, zog sich van Rooyen vom Rennsport zurück. 1975 kam er zurück und fuhr noch einige Saisons in der Formel Atlantic.
Basil van Rooyen starb im September 2023 im Alter von 84 Jahren.